# Danny Díaz & The Checkmates
Danny Díaz & The Checkmates fue una banda de rock filipina, que residía en Hong Kong en la década de 1960.
El grupo entre los años 1964 y 1969, que incluyó otros grupos musicales de Hong Kong, como Anders Nelson & The Inspiration, D'Topnotes, Fabulous Echoes, Joe Jr. & The Side Effects, Teddy Robin & The Playboys, Lotus, Magic Carpets, Mod East and Mystics y The Thunderbirds. Entraron en una Batalla de Estrecho, un concurso musical y que conquistaron varios grupos, a la final vencieron Teddy Robin & The Playboys, para convertirse en ganadores de este evento . Algunas grabaciones se publicaron bajo el sello discográfico de Diamond. En la década de 1960 promocionaron un tema musical que fue lanzado al éxito, compuesta por Eric Allendale, la canción titulada "Solomon Grundy".

## Sencillos
- "Solomon Grundy" / "Baby Goodbye" - Discos Pye 7N.17690
- "¿Qué fue de Romance" - Joya 71387

## Copilación de Álbumes
- Diamond Records Best Selection (Four CD) - Various artists - Universal Music (HK) (2006)
  - "Es tan fácil"
  - "Up Up And Away"[1]
- Krazy líderes mundiales Mundial 4- Varios Artistss (2005)
  - "She's So Fine"[2]